# Smittina directa
Smittina directa är en mossdjursart som först beskrevs av Campbell Easter Waters 1904.  Smittina directa ingår i släktet Smittina och familjen Smittinidae. Inga underarter finns listade i Catalogue of Life.